# Aberdare Athletic FC
Abederdare Athletic was een Welshe voetbalclub uit Aberdare en werd in 1892 opgericht.
In 1903/04 en 1904/05 bereikte de club de finale van de Welsh Cup maar verloor beide keren. In 1920/21 sloot de club zich aan bij de Southern League en werd vicekampioen. Hierdoor werd de club toegelaten tot de Football League Third Division South.
Aberdare speelde 6 seizoenen in de League en het beste resultaat was 9de in 1925/26. Datzelfde seizoen fusioneerde de club met Aberaman Athletic, het eerste elftal speelde verder in de Football League onder de naam Aberdare Athletic terwijl het reserveteam in de Welsh League speelde onder de naam Aberdare & Aberaman Athletic.
Na een laatste plaats in 1927 werd de club uit de League gestemd en vervangen door Torquay United. Ook het eerste elftal nam nu de naam Aberdare & Aberaman Athletic aan en keerde terug naar de Southern League. Na één seizoen werd de fusie ongedaan gemaakt en werd Aberaman Athletic heropgericht terwijl de Aberdare helft opgeheven werd. Na de Tweede Wereldoorlog ontstond er een nieuwe Aberdare & Aberaman Athletic maar ook nu werd de fusie opgeheven, in 1947. Aberaman Athletic bestaat nog steeds en is nu bekend als ENTO Aberaman Athletic.